# Capparis himalayensis
Capparis himalayensis är en kaprisväxtart som beskrevs av Saiyad Masudal Saiyid Masudul Hasan Jafri. Capparis himalayensis ingår i släktet Capparis och familjen kaprisväxter. Inga underarter finns listade i Catalogue of Life.